# Язов Дмитро Тимофійович
Я́зов Дмитро́ Тимофі́́йович (8 листопада 1924, с. Язове, Оконешніковський район, Омської області, РСФСР, СРСР— 25 лютого 2020, Москва, Росія) — радянський військовий і політичний діяч, останній Маршал Радянського Союзу (1990) і передостанній міністр оборони СРСР з 1987 по 1991, член ДКНС. Кандидат у члени ЦК КПРС з лютого 1981 по червень 1987 року, член ЦК КПРС з червня 1987 по серпень 1991 року, кандидат у члени Політбюро ЦК КПРС з червня 1987 по липень 1990 року. Член Президентської Ради СРСР у березні — грудні 1990 р. Член Ради безпеки СРСР у грудні 1990 — вересні 1991 р. Депутат Верховної Ради СРСР 10—11-го скликань (1979—1990). Народний депутат СРСР (1990—1991).
Після смерті Василя Петрова у 2014 році залишався останнім живим Маршалом Радянського Союзу.

## Біографія
Народився в родині селян Тимофія Яковича та Марії Федосіївни Язових. У родині було четверо дітей.

### Німецько-радянська війна
У Червону Армію вступив добровільно у листопаді 1941 р., не встигнувши закінчити середню школу, зарахований на навчання до Московського Червонопрапорного піхотного училища імені Верховної Ради РРФСР (перебувало в евакуації в Новосибірську в період 02.11.1941 — 28.01.1942 р.) і закінчив його в червні 1942 р.
На фронтах німецько-радянської війни з серпня 1942 року. Воював на Волховському і Ленінградському фронтах на посадах командира стрілецького взводу і командира стрілецької роти. Брав участь у обороні Ленінграда, в наступальних операціях радянських військ у Прибалтиці, у блокаді Курляндського угруповання німецьких військ. Був поранений у бою, нагороджений орденом. За час війни закінчив також фронтові курси удосконалення командного складу (комскладу) Волховського фронту. Був членом ВКП (б) з 1944 року. 

### Військова служба після війни
Відразу після закінчення війни був направлений на курси удосконалення офіцерів піхоти Червоної Армії, які закінчив у 1946 і був призначений командиром стрілецької роти. Тільки у 1953 р. закінчив середню школу. У 1956 р. закінчив Військову академію імені М. В. Фрунзе із золотою медаллю і призначений командиром мотострілецького батальйону. З жовтня 1958 р. — старший офіцер в Управлінні бойової підготовки Ленінградського військового округу. З жовтня 1961 р. — командир мотострілецького полку, полковник (20.06.1962). У період Карибської кризи мотострілецький полк Язова був таємно перекинутий на Кубу і перебував там тривалий час у бойовій готовності для запобігання вторгнення військ США на острів. З вересня 1963 р. — заступник, а потім начальник відділу планування та загальновійськової підготовки штабу Ленінградського військового округу (до 1965 року).
У 1967 р. закінчив Військову академію Генерального штабу. З жовтня 1967 р. — командир мотострілецької дивізії, генерал-майор (22.02.1968). З березня 1971 р. — командир армійського корпусу, генерал-лейтенант (15.12.1972). З січня 1973 р. — командувач армією. З травня 1974 р. — начальник управління у Головному управлінні кадрів Міністерства оборони СРСР. З жовтня 1976 р. — перший заступник командувача військами Далекосхідного військового округу, генерал-полковник (28.10.1977).
З січня 1979 р. — командувач військами Центральної групи військ на території Чехословаччини. З листопада 1980 р. — командувач військами Середньоазіатського військового округу, генерал армії (6.02.1984). З червня 1984 р. — командувач військами Далекосхідного військового округу, за деякими повідомленнями ЗМІ, під час служби на Далекому Сході подружився з Кім Ір Сеном. З січня 1987 р. — начальник Головного управління кадрів (ГУК) — заступник Міністра оборони СРСР з кадрів.

### На чолі Збройних Сил СРСР
Призначений на посаду Міністра оборони СРСР Указом Президії Верховної Ради СРСР від 30 травня 1987 р. несподівано для себе, після польоту Матіаса Руста і подальшої відставки міністра Маршала Радянського Союзу С. Л. Соколова.
Перші три роки на посаді міністра Язов залишався генералом армії, що було незвично (з 1935 всі глави військового відомства були Маршалами Радянського Союзу, за винятком Сталіна, який, ставши наркомом оборони в 1941, до 1943 не мав ніякого звання). Лише 28 квітня 1990 р. Президент СРСР М. С. Горбачов присвоїв Д. Т. Язову звання Маршала Радянського Союзу; це було останнім таким присвоєнням маршальського звання в історії СРСР. Язов був також єдиним Маршалом Радянського Союзу, які народилися в Сибіру.
У березні 1991 року був «перепризначений» на посаду Міністра оборони СРСР Указом Президента СРСР.

### ДКНС і пострадянський час
Консерватор, він був непопулярний в колах прихильників перебудови; в 1991 р. прилучився до підготовлюваного ГКЧП і з першого дня увійшов до його складу; в Москву за його наказом були введені танки та інша важка техніка, обговорювався план штурму Білого дому.
Переконавшись у провалі перевороту, відправився в Форос до Горбачова і негайно після повернення був заарештований на аеродромі. 22 серпня 1991 р. був виданий Указ Президента СРСР «Про звільнення Язова Д. Т. від обов'язків Міністра оборони СРСР».
«… З в'язниці звернувся до Президента з записаним на відео посланням, де каявся і називав себе» старим дурнем «Журнал» Власть "№ 41 (85) від 14.10.1991
Зі слів Маршала: «Не було такого листа! Це все фальсифікація журналіста, якого з дозволу слідчого допустили до мене в камеру Матроської тиші. А після нашої бесіди в одному з німецьких журналів з'явилася ця фальшивка з приписаними мені словами».
«Не в захваті від отриманого завдання»: Павло Грачов розповідає про те, як він не тільки «провалював» путч, а й брав участь у його підготовці.
Звільнений із в'язниці після прочитання справи і дачі своєї згоди на застосування амністії, в лютому амністований. Тоді ж був звільнений у відставку Указом Президента Росії від 07.02.1994 р. № 250 «Про звільнення з військової служби у відставку Язова Д. Т. і Варенникова В. І.» і нагороджений іменним пістолетом; надалі продовжував брати участь у ветеранських заходах, присутній серед почесних гостей на парадах Перемоги та ін. Неодноразово виступав зі спогадами про ГКЧП, стверджує, що змови не було.
Після відставки деякий час обіймав посади головного військового радника Головного управління міжнародного військового співробітництва Міноборони Росії, головного радника-консультанта начальника Академії Генерального штабу.
В останні роки життя — пенсіонер.
Член керівних органів ряду громадських організацій (в тому числі, Комітету пам'яті Маршала Радянського Союзу Г. К. Жукова, Форуму «Суспільне визнання» та ін.)
Консультант начальника Військово-меморіального центру Збройних Сил Російської Федерації.
Одружений (другий шлюб). Мав чотирьох дітей і сімох онуків.

## Звинувачення у скоєнні воєнних злочинів і злочинах проти людяності
27 березня 2019 р., Вільнюський окружний суд Литви заочно засудив до 10 років позбавлення волі колишнього міністра оборони СРСР 94-річного Дмитра Язова, якого визнали винним у воєнних злочинах і злочинах проти людяності у справі про події 13 січня 1991 року. Згідно з обвинувальним актом Генпрокуратури Литви, його звинувачують у створення в 1990 році організованої групи військових і політиків, метою якої було повернення Литви до складу СРСР шляхом захоплення органів влади і стратегічних об'єктів. У ніч на 13 січня 1991 року, радянські військові і спецпідрозділи силових органів захопили Вільнюську телевежу і будівлю Литовського радіо. Це сталося через рік після того, як республіка оголосила про відновлення своєї незалежності від СРСР. У подіях у Вільнюсі загинули 14 людей, сотні людей постраждали.

## Нагороди
- Орден «За заслуги перед Вітчизною»
  - 4-го ступеня (листопад 2009)[17] — вручений Дмитром Медведєвим 3 листопада.
  - 3-го ступеня (4 лютого 2020)
- Орден Пошани (8.11.2004, № 12640)[18] — вручений Володимиром Путіним 17 листопада.
- Два ордени Леніна (23.02.1971, 18.02.1981)
- Орден Жовтневої Революції (20.02.1991)
- Орден Червоного Прапора (1.10.1963)
- Орден Вітчизняної війни 1-го ступеня (11.03.1985)
- Орден Червоної Зірки (15.06.1945)
- Орден «За службу Батьківщині у Збройних Силах СРСР» 3-го ступеня (30.04.1975)
- Медаль «За бойові заслуги» (20.04.1953)
- 19 медалей СРСР
- Численні медаль РФ, серед них:
  - Ювілейна медаль «75 років Перемоги у Великій Вітчизняній війні 1941—1945 рр.» (4 лютого 2020) — вручена Сергієм Шойгу.
- 20 нагород іноземних держав, у тому числі:
  - Орден Честі
  - Орден Че Гевари (Куба)
  - Орден Шарнхорст (НДР)
  - орден Червоного Прапора (Чехословаччина)
  - Медаль «40 років Перемоги на Халкин Голі» (Монголія)
  - Медаль «50 років Монгольської Народної Революції» (Монголія)
- Орден Святого благовірного великого князя Димитрія Донського II ст. (РПЦ, 2005[19])

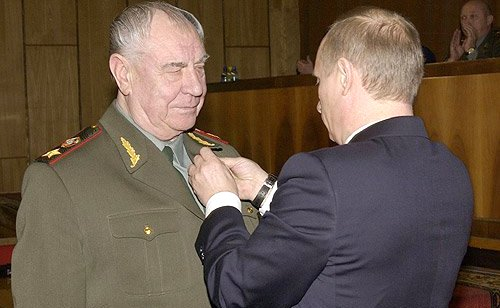
Вручення ордена Пошани (17 листопада 2004).
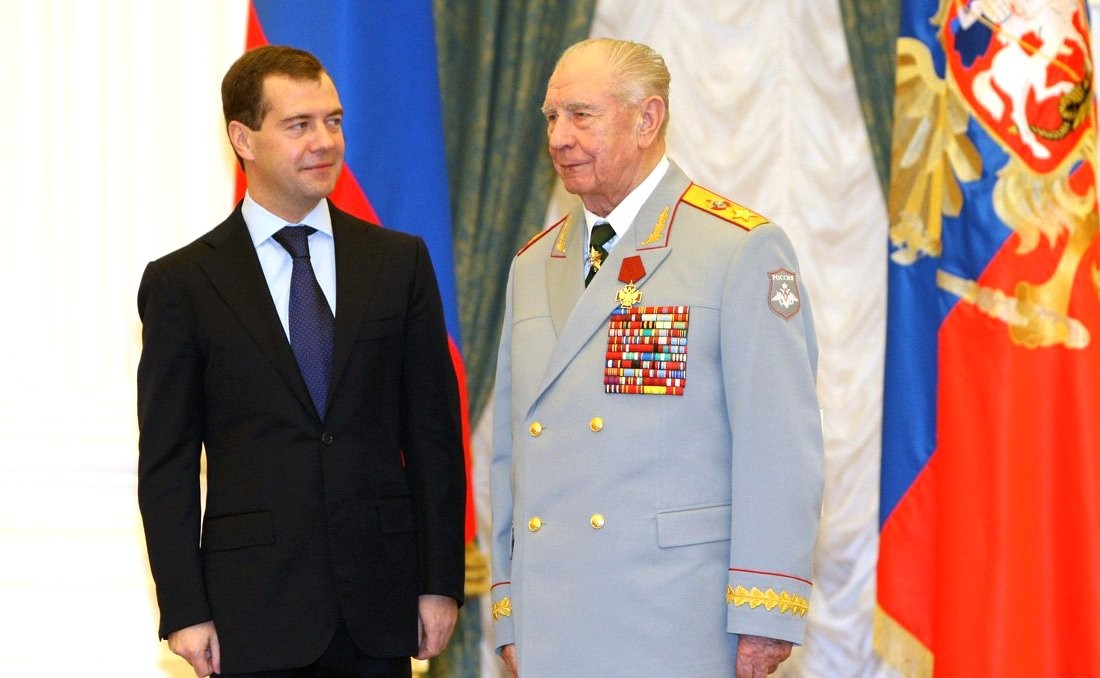
Вручення ордена «За заслуги перед Вітчизною» 4-го ступеня (3 листопада 2009).
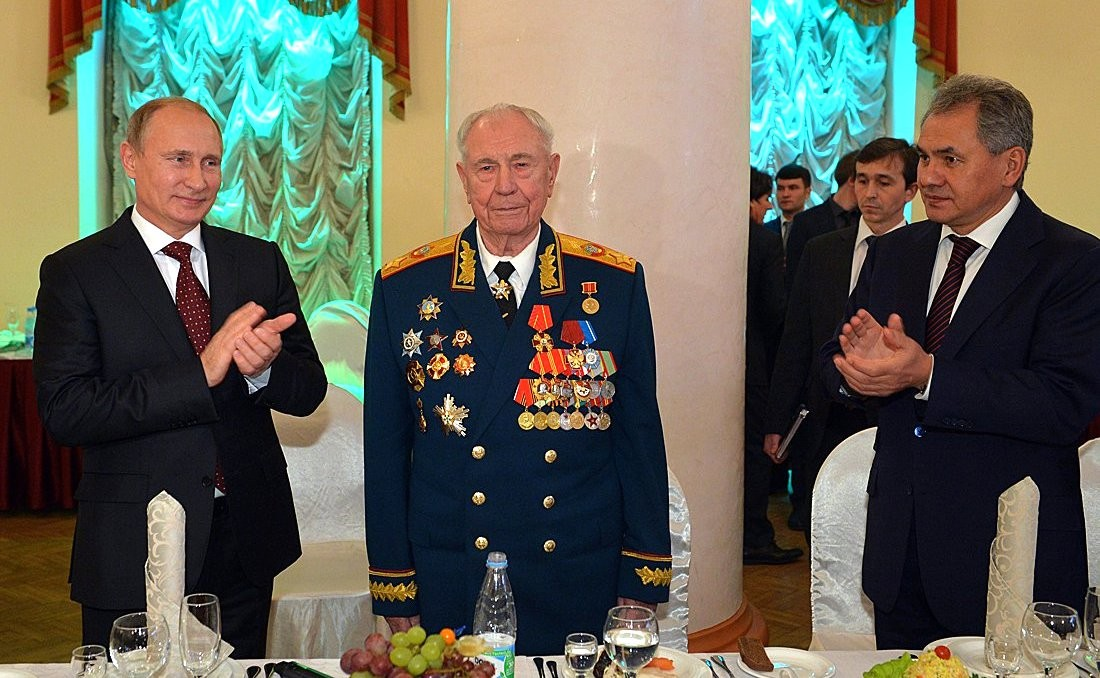
Вручення ордена Олександра Невського (8 листопада 2014).
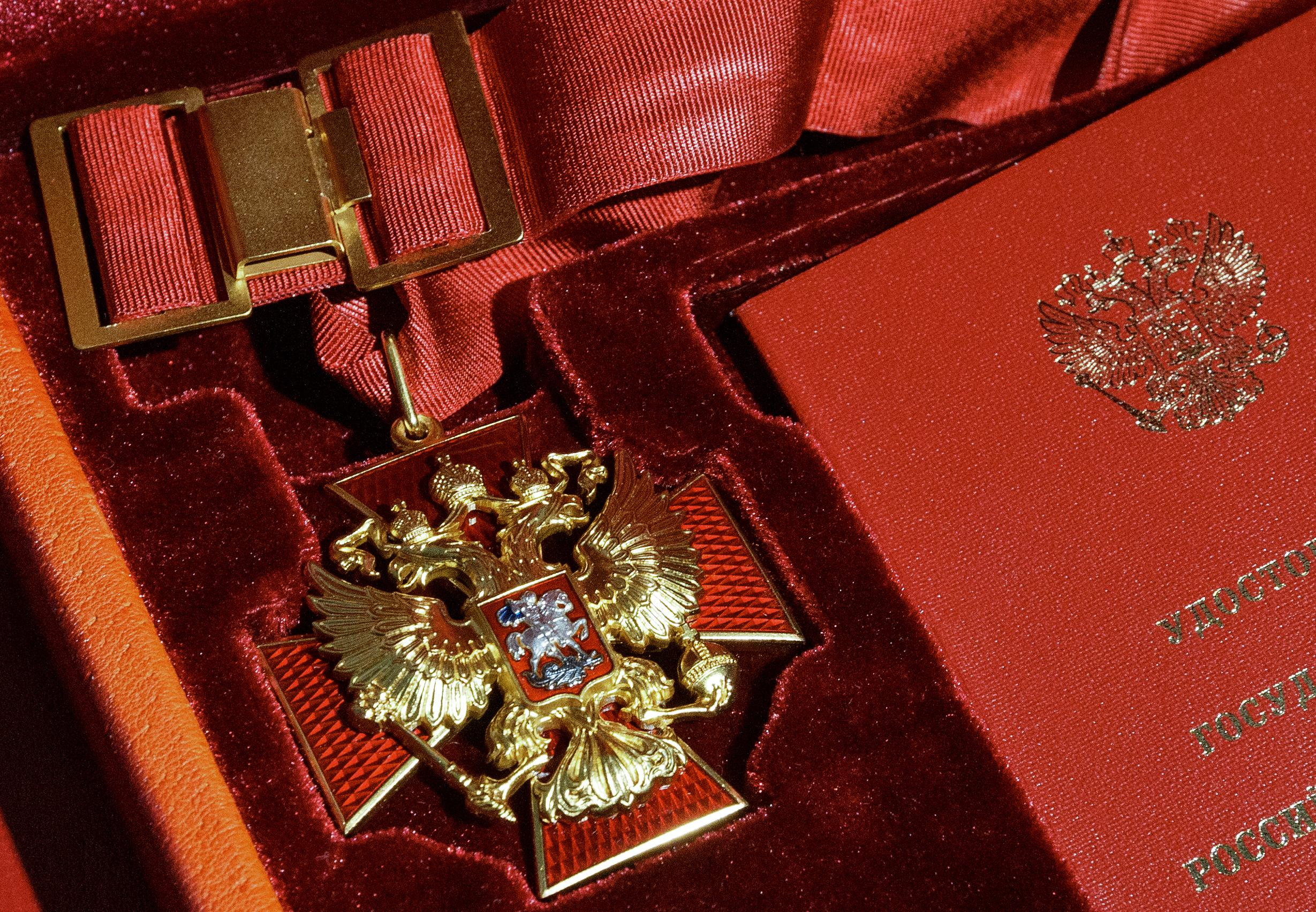
Орден «За заслуги перед Вітчизною» 3-го ступеня, вручений Язову 4 лютого 2020 року.
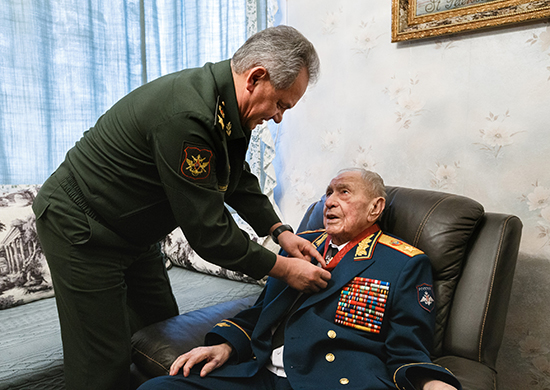
Вручення медаль «75 років Перемоги» (4 лютого 2020).